# Batería de San Melitón de la Calavera
La Batería de San Melitón de la Calavera o del Pan de Mis Hijos es un antiguo baluarte defensivo situado junto a la playa de Camposoto, en el extremo sur de la localidad de San Fernando (Cádiz) España. Esta batería era utilizada para proteger a la Isla de León durante el sitio de Cádiz y formaba parte de la línea de defensa del caño de Sancti Petri, junto a la batería de San José del Baurel y a las de Gallinera alta y Gallinera baja. Se encuentra a 2 kilómetros de la batería de Aspiroz, que pertenece a la línea de baluartes de la punta del Boquerón.

## Historia
La batería de San Melitón de la Calavera fue construida a principios del siglo XIX, durante la Guerra de Independencia Española, para proteger la Isla de León y evitar un posible desembarco del ejército napoleónico. Se artilló con 6 piezas (dos de a 24, dos de a 12 y dos de a 8), suponiendo una apreciable y suficiente potencia de fuego en sus tareas de batir el caño; en su construcción inicial se utilizó fango del caño aunque posteriormente se reforzó con otros materiales.